# Pseudoeryx
Pseudoeryx – rodzaj węży z podrodziny ślimaczarzy (Dipsadinae) w rodzinie połozowatych (Colubridae).

## Zasięg występowania
Rodzaj obejmuje gatunki występujące w Ekwadorze, Kolumbii, Wenezueli, Gujanie, Surinamie, Gujanie Francuskiej, Brazylii, Peru, Boliwii, Paragwaju i Argentynie. 

## Systematyka

### Etymologia
- Pseudoeryx: gr. ψευδος pseudos „fałszywy”; rodzaj Eryx Daudin, 1803.
- Dimades: etymologia nieznana, Gray nie wyjaśnił znaczenia nazwy rodzajowej[3]. Gatunek typowy: Coluber plicatilis Linnaeus, 1758

### Podział systematyczny
Do rodzaju należą następujące gatunki:
- Pseudoeryx plicatilis (Linnaeus, 1758)
- Pseudoeryx relictualis Schargel, Rivas-Fuenmayor, Barros, Péfaur & Navarette, 2007